# レオ (フィンランド大主教)

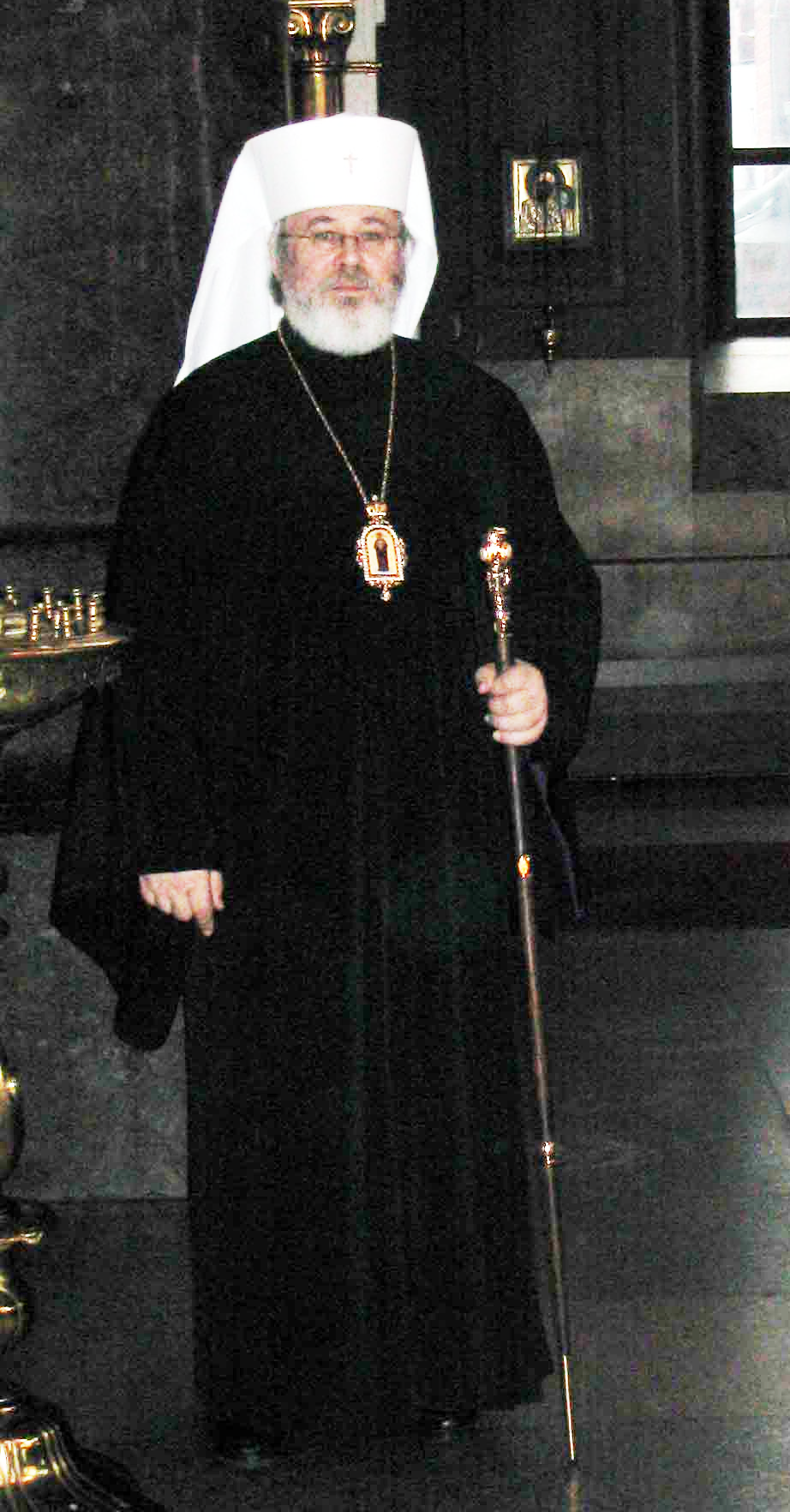
レオ大主教。リヤサを着用し、クロブークをかぶり、パナギアを胸にかけている。（2004年撮影）

大主教レオ（フィンランド語: arkkipiispa Leo、世俗の姓：マコネン Makkonen、1948年生）は、カレリアと全フィンランドの大主教であり、フィンランド正教会の首座主教。

## 経歴
1948年6月4日フィンランド東部のピエラヴェシ（Pielavesi）に生まれる。1972年にクオピオ神学校にて神学士号取得（1995年修士号取得）。1973年7月20日に輔祭に叙聖され、その2日後に司祭に叙聖された。
1979年2月25日にはヨエンスーの主教に叙聖される。1980年から1996年までの間はオウル府主教であり、1996年から2001年までの間はヘルシンキ府主教。2001年にカレリア大主教に着座した。
1979年から1994年まで聖セルゲイ・聖ヘルマン信徒会 (Pyhien Sergein ja Hermanin veljeskunta) の会長を務めた。